# 12675 Чебот
12675 Чебот (12675 Chabot) — астероїд головного поясу, відкритий 9 жовтня 1980 року.
Тіссеранів параметр щодо Юпітера — 3,519.